# László Horváth
László Horváth (Győr, 12 de octubre de 1953-Győr, 28 de agosto de 2014) fue un futbolista húngaro que jugaba en la demarcación de centrocampista.

## Biografía
Debutó como futbolista en 1970 con el Rába ETO Győr. Jugó durante toda su carrera deportiva en el club. Su mejor posición en liga fue un tercer puesto logrado en la temporada 1973/1974. El último año que jugó en el equipo ganó la Copa de Hungría tras derrotar en la final al Ferencvárosi TC por 1-0. Finalmente, en 1979, se retiró como futbolista, con 23 goles marcados en 200 partidos.
Falleció el 28 de agosto de 2014 a los 60 años de edad.

## Clubes
| Club          | País    | Año         | Partidos | Goles |
| ------------- | ------- | ----------- | -------- | ----- |
| Rába ETO Győr | Hungría | 1970 - 1979 | 200      | 23    |

## Palmarés

### Campeonatos nacionales
| Título          | Club          | País    | Año  |
| --------------- | ------------- | ------- | ---- |
| Copa de Hungría | Rába ETO Győr | Hungría | 1979 |